# Miquel Joan de Mont-rodon
Miquel Joan de Mont-rodon i de Tristany (també escrit: Monrodon, Monredon, Montredon, Montrodon, Monrodó, Monredó) (Barcelona, 1570 – Santa Coloma de Farners, 30 d'abril de 1640) fou Algutzir Ordinari de Cort de la Reial Audiència de Barcelona i Veguer de la Cerdanya. Va morir durant els primers incidents de l'aixecament rural del 1640, que acabarien desencadenant el Corpus de Sang.

## Antecedents Familiars
Fill del primer matrimoni de Francesc Joan de Mont-rodon (1546-1613) amb Elisabet Joana de Tristany (?-1578), Francesc Joan fou cap del Casal de Mont-rodon de Tona i, de la mateixa manera que el seu pare i el seu fill Miquel Joan, fou Algutzir Reial Ordinari.
El llinatge osonenc dels Mont-rodon tingué oficis lligats a l'administració reial fins a la seva fi. El mestre del Temple i tutor del rei Jaume I, Guillem de Mont-rodon i el bisbe de Girona Arnau de Mont-rodon són part dels membres més destacats d'aquest llinatge.

## Núpcies i descendents
Miquel Joan es casà, contra la voluntat del seu pare, amb Elionor Croses l'any 1604, Miquel Joan havia passat a ésser l'hereu després de la mort violenta del seu germà gran Bernat, amb motiu d'aquest enllaç el pare de Miquel Joan el va desheretar.
Miquel Joan i Elionor tingueren els següents fills:
- Teresa de Mont-rodon, monja del Mercadal de Girona
- Margarida de Mont-rodon
- Estefania de Mont-rodon
- Josep Ramon de Mont-rodon, Algutzir Reial Ordinari
- Joan Ramon de Mont-rodon
- Càndida de Mont-rodon
- Ramona de Mont-rodon, monja de Santa Teresa de Vic[5]

## L'Algutzir Reial Miquel Joan de Mont-rodon
De la mateixa manera que ho feu el seu pare, i alguns dels seus antecessors, exercí d'Algutzir (agutzil) Reial Ordinari, qui exercia aquest càrrec era l'encarregat d'executar les ordres i sentències de l'Administració Reial al Principat i Comtats. Destacà en aquest càrrec com a perseguidor del bandolerisme, donà caça a les bandes d'en Perot Rocaguinarda, d'en Serrallonga, d'en Toca-sons etc. i detingué en Tallaferro i en Trucafort (1622). Eventualment fou nomenat Veguer de la Cerdanya (1607-1609) per delmar les bandositats de Nyerros i Cadells.
En el procés judicial contra el bandoler Joan Sala i Ferrer (Serrallonga), la seva quadrilla i els seus fautors, hi apareix tot sovint l'Algutzir Reial Miquel Joan de Mont-rodon als interrogatoris i tortures: 
«Essent personalment constituhits lo magnifich micer Pau Guiamet jutje de la regia cort, Miquel Joan de Monrodo algutzir ordinari de sa magestat, mossen Antich Servat notari public de Barchiona y procurador fiscal de la regia cort, micer Francesch Monsalvo chirugia, los missatgers de la cort del veguer, ensemps ab mi Antoni Pau Trull escriva peticioner supranumerari y notari publich ciutada de Barchinona y escriva del present proces en la instancia dita lo terrat dels presents carcers reals ahont y ha pa, vi, llum, los turments y demes coses necessaries per al present acte de tortura»(full 471r)
Exercí la seva tasca d'Algutzir sense deixar de banda el plet judicial contra el desheretament del qual havia estat objecte per part del seu pare (1605), a rel del casament de Miquel Joan amb Elionor Croses. No fou fins a l'any 1627, cinc anys després de la mort de la tercera muller del seu pare, que Miquel Joan de Mont-rodon es faria amb el patrimoni del Casal dels Mont-rodon.

## L'algutzir i les institucions catalanes
Miquel Joan de Mont-rodon era un tipus violent i arrogant, donat als aïraments de l'embriac, si bé es guanyà un bon prestigi dins l'administració virregnal, no produí el mateix efecte a les institucions catalanes. Amb motiu de la guerra amb França en el marc de la Guerra dels trenta anys, Felip IV prohibí el comerç entre els seus dominis i França. Sota la sospita que la Diputació tenia relacions comercials amb França, el juliol de 1638, el virrei Dalmau de Queralt ordenà a l'algutzir que irrompés per la força als magatzems de la Diputació del General a Mataró i Arenys, i en requisés les mercaderies de contraban. Entrant per la força als magatzems de la Diputació del General, Miquel Joan de Mont-rodon i el virrei incomplien la llei, la Diputació del General de Catalunya declarava l'acció dels oficials reials inconstitucional, fou la primera disputa seriosa entre la Diputació i el virrei Dalmau de Queralt III
Després de la reconquesta de Salses (6 de gener de 1640) les tropes de Felip IV que van combatre al Rosselló quedaven allotjades al Principat, els acords de la Diputació del General en la matèria dels allotjaments establien que la població els havia de donar llit, taula, foc, sal i vinagre. Felip IV va decretar que els allotjaments s'efectuessin com es feia a Llombardia, això volia dir que a més donar allotjament a les tropes les haurien d'alimentar i pagar part del sou. Altre cop l'administració reial feia un acte fora de les lleis catalanes, i per acabar-ho d'adobar les tropes que s'allotjaven al Principat cometien tota mena d'abusos (robatoris, violacions, assassinats..). Tant la Diputació del General com el Consell de Cent denunciaren els fets a l'administració virregnal amb duresa, la resposta del virrei fou ordenar a l'Algutzir Mont-rodon l'empresonament dels consellers Lleonard Serra i Francesc Joan de Vergós (10 de març de 1640), i del diputat del Braç Militar Francesc de Tamarit i Rifós (18 de març de 1640)

## La mort de Miquel Joan de Mont-rodon
Mentre la Diputació del General s'esforçava per aconseguir l'indult dels consellers i el diputat empresonats els problemes amb els allotjaments continuaven: Sant Feliu de Pallerols es negava a obrir les portes a les tropes de Juan de Arce, Santa Coloma de Farners tampoc obria les portes a les tropes de Felipe de Guevara. Com a conseqüència a la negativa d'allotjar soldats, el virrei decidia que les viles que no acceptessin el nombre de soldats assignats n'haurien d'allotjar un nombre més gran. El virrei envià a Santa Coloma de Farners l'Algutzir Reial Miquel Joan de Mont-rodon, amb ordres de preparar l'allotjament del terç napolità de Leonardo de Moles (1056 homes) i investigar el que havia succeït amb les tropes de Felipe de Guevara.

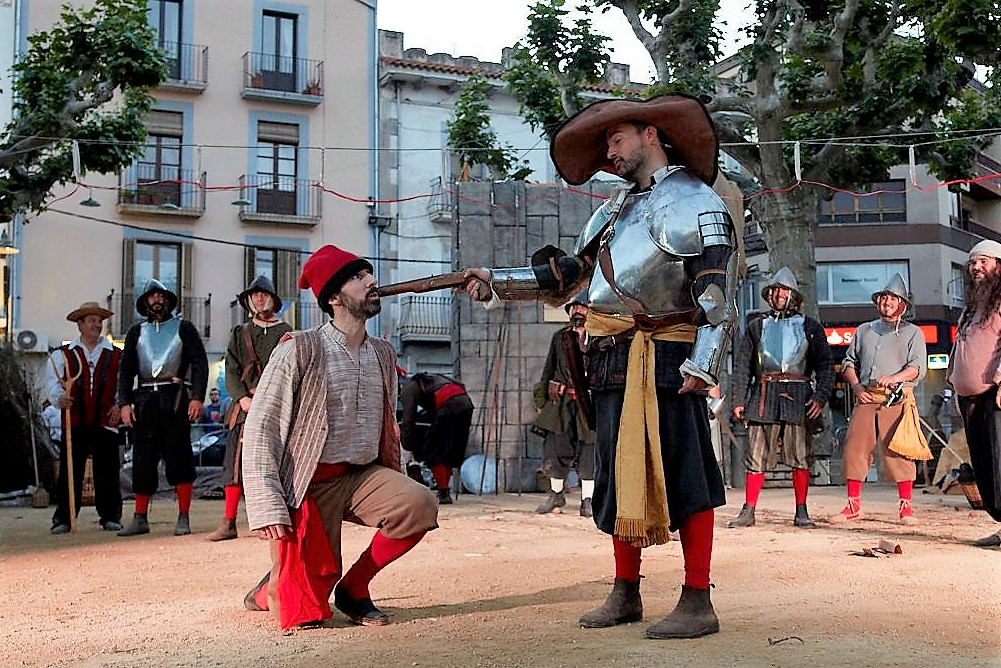
Mont-rodon amenaçant a un vilatà que protesta per la imposició sota amenaça dels allotjaments. Recreació històrica a la "Festa de la Revolta dels Segadors" 2017 de Santa Coloma de Farners

Mont-rodon arribà a Santa Coloma de Farners el 27 d'abril de 1640 i l'endemà informà al virrei que «tinch per imposible que en esta vila puga estar allotjat un tertio tan gran com diuen, perque quan passaren los soldats de cavall ho sacajaren tot, y la gent, de les hores sa, han plegat molt les cases, y ara sabent esta nova fan lo mateix, y estan sens govern de balle, ni jurats, com ovelles sens pastor».
El dilluns 30 d'abril de 1640, el terç de Leonardo de Moles era apunt d'arribar a Santa Coloma de Farners, i Mont-rodon es disposà a repartir l'allotjament «llego publicando amenazas» deia el cronista Francisco Manuel de Melo, a aquestes amenaces respongué un dels presents i Mont-rodon li etzibà un tret al pit, com a conseqüència de la colèrica resposta de l'algutzir, la població atacà a Mont-rodon i els seus homes, que optaren per refugiar-se a l'hostal d'en Masó als afores de la vila, des d'allà dispararen als presents, aquests calaren foc a l'hostal, i allí moriren cremats Miquel Joan de Mont-rodon, el notari Antoni Pau Martí, el porter reial Jaume Sabater i el Comissari Reial Josep Thomas, un dels homes de Mont-rodon, Antoni Rossell, aconseguia fugir. La versió que el virrei feu arribar a Felip IV diu que quan l'Algutzir ho veié tot perdut, demanà confessió des d'una finestra de l'hostal en flames, però ni aquesta última voluntat li van concedir.
Miquel Joan de Mont-rodon fou enterrat en un túmul del cementiri de l'església parroquial de Santa Coloma de Farners el 4 de maig de 1640. El 8 de novembre del mateix any les despulles de l'Algutzir Reial foren traslladades al panteó de la família a la capella de Santa Maria de Mont-rodon a Tona
Després de l'incendi de l'hostal, els habitants de Santa Coloma de Farners llençaren una crida de socors a toc de sometent que arribà a aplegar 4000 homes i atacaren el terç de Leonardo de moles que es trobava a les viles veïnes de Riudarenes i les Mallorquines, durant l'atac els soldats cremaren l'església de Sant Martí de Riudarenes abans de retirar-se cap a Blanes. L'aixecament rural s'estendria per les comarques i acabaria desencadenant el Corpus de Sang.
El 7 de juny de 1640, els incidents del Corpus de Sang començaren davant la casa de l'algutzir Miquel Joan de Mont-rodon a Barcelona, al carrer Ample, prop del convent de la Mercè, quan un criat de l'algutzir ferí un segador. L'endemà la casa de l'algutzir fou víctima dels revoltats en cremaren tots els mobles.
El setembre del 1640 el rei Felip IV fa saber a la Diputació del General de Catalunya els principals càrrecs que fa contra el Principat per justificar-hi l'enviament de l'exèrcit, entre aquests càrrecs i figura: «Haver quemado a Montredón sin confessión»